# Katastrofa lotnicza nad Zagrzebiem
Katastrofa lotnicza nad Zagrzebiem, czyli zderzenie w powietrzu dwóch samolotów – Hawker Siddeley Trident linii British Airways lot BA476 lecącego z Londynu do Stambułu z 54 pasażerami (oraz 9 członkami załogi) i  DC-9 linii Inex-Adria Aviopromet lot JP550 lecącego ze Splitu do Kolonii ze 108 pasażerami (oraz 5 członkami załogi) – miała miejsce 10 września 1976 r. W wyniku katastrofy zginęły wszystkie osoby na pokładach obu maszyn. Bezpośrednią przyczyną zderzenia były błędne polecenia wydane załodze DC-9 przez kontrolera z Zagrzebia – Gradimira Tasicia.

## Zderzenie
Polecenia wydawane przez Tasicia początkowo pozwalały załodze JP550 na wznoszenie się na wysokość 35000 stóp, pomimo że trasę lotu JP550 przecinała trasa lotu BA476 lecącego na wysokości 33000 stóp, a w punkcie przecięcia się obu tras samolot JP550 miał mieć wysokość 33300–33500 stóp (minimalna dopuszczalna różnica wysokości w takiej sytuacji to 1000 stóp), przy czym samoloty w tym miejscu miały się znaleźć w tym samym czasie. Następnie, gdy kontroler zorientował się w sytuacji (około 40 sekund przed spodziewanym minięciem się obu samolotów), nakazał JP550 przerwanie wznoszenia, tak że ten leciał także na wysokości 33000 stóp – po 20 sekundach samoloty się zderzyły. Samoloty zderzyły się nieopodal miejscowości Vrbovec, położonej 32 km na północny wschód od Zagrzebia.

## Przyczyny katastrofy
Przyczyną wydania JP550 polecenia przerwania wznoszenia się było to, że radar kontroli ruchu lotniczego wskazywał, że BA476 leci na wysokości 33500 stóp – kontroler zapomniał, że radar ten pokazywał wysokości lotów z błędem do 1000 stóp i dlatego powinien zignorować jego wskazania, a opierać się na danych z paska postępu lotu BA476, gdzie była podana prawidłowa wysokość lotu (kontroler nań nie spojrzał).
Śledztwo i proces sądowy ewidentnie pominęły jednak inne czynniki, które przyczyniły się do katastrofy i zrobiły z kontrolera „kozła ofiarnego”:
- Niedostateczne wyposażenie techniczne kontroli lotu w Zagrzebiu – pomimo przelotów kilkuset tysięcy samolotów rocznie kontrolerzy w Zagrzebiu musieli dalej korzystać wyłącznie z pasków postępu lotu, informacji załóg samolotów i własnej pamięci, ponieważ radar zainstalowany jeszcze w 1973 r. błędnie pokazywał wysokość lotu samolotów, a mimo upływu 3 lat awaria nie została usunięta;
- Niedostateczna obsada personalna kontroli i przeciążenie jej pracą – pracowało tam 30 osób zamiast wymaganych 60 i dlatego kontrolerzy musieli kierować ruchem samolotów przez cztery lub sześć godzin bez przerwy (zamiast dopuszczalnych dwóch, po których przysługiwała im jedna godzina przerwy, a dzień pracy mógł mieć nie więcej niż 4 takie cykle, czyli łącznie dwanaście godzin), a ponadto nie mieli dni wolnych (po jednym dniu pracy przysługiwał im dzień wolny, a w tej sytuacji musieli przychodzić do pracy przez 3 lub 4 dni z rzędu);
- Fakt, że kontroler Tasić nie miał prawa samodzielnie wydawać poleceń załogom samolotów, jak to tutaj miało miejsce – zaczynał on dopiero pracę w kontroli i pełnił funkcję asystenta kontrolera polegającą na telefonowaniu do innych kontrolerów, przygotowywaniu pasków postępu lotu itd., a polecenia załogom mógł wydawać wyłącznie pod nadzorem bezpośredniego przełożonego (pełnoprawnego kontrolera). Tutaj natomiast pełnoprawny kontroler opuścił salę nakazując Tasiciowi samodzielne kierowanie ruchem lotniczym. Przyczyną było to, że skończył on pracę i chciał poszukać swego zmiennika, który się spóźniał (zgodnie z przepisami powinien pozostać i sprawę zgłosić kierownikowi zmiany, ale nie chciał tak postąpić, bo wtedy zmiennik mógłby ponieść konsekwencje służbowe za spóźnienie, więc wolał potajemnie go poszukać i samemu udzielić mu reprymendy);
- Niewłaściwe postępowanie załóg obu samolotów, które nie obserwowały przestrzeni powietrznej (np. załoga BA476 jak ustalono na podstawie zapisów czarnych skrzynek po uruchomieniu autopilota zajęła się czytaniem gazet i dyskusją o przeczytanych artykułach).

W wyniku procesu Gradimir Tasić został skazany w 1977 r. na 7 lat pozbawienia wolności, ale już w 1978 r. został zwolniony na mocy amnestii.